# Пищалево
Пищалево — деревня в Тутаевском районе Ярославской области России. В рамках организации местного самоуправления входит в Левобережное сельское поселение, в рамках административно-территориального устройства — в Родионовский сельский округ.

## География
Расположена в 10 километрах к юго-востоку от райцентра города Тутаева.

## История
Каменная церковь Благовещения Пресвятой Богородицы в селе была построена в 1806 году на средства генерал-майора Якова Ивановича Дедюлина. Престолов в ней было два: в настоящей холодной — во имя Благовещения Пресвятой Богородицы и в теплом приделе — во имя св. и чудотв. Николая.
В конце XIX — начале XX село входило в состав Богородской волости Романово-Борисоглебского уезда Ярославской губернии.
С 1929 года село входило в состав Родионовского сельсовета Тутаевского района, с 2005 года — в составе Левобережного сельского поселения.

## Население
| 1859 | 2002 | 2007 | 2010 |
| ---- | ---- | ---- | ---- |
| 89   | ↘5   | ↘3   | ↘1   |

### Известные жители
- Баринов, Александр Борисович (1897—1981) — генерал-майор (1943), комдив и комкор в Великой Отечественной войне.

## Достопримечательности
В деревне расположена действующая Церковь Благовещения Пресвятой Богородицы (1806).